# Smith–Purcell-effektus
A Smith–Purcell-effektus a szabadelektron-lézer (FEL) elméleti alapját képezi. A jelenséget Steve Smith diplomás hallgató tanulmányozta Edward Mills Purcell irányítása alatt. Kísérletükben egy töltéssel rendelkező elektronsugarat irányítottak egy diffrakciós rács felületével párhuzamosan, ezáltal látható fényt gerjesztve. Smith kimutatta, hogy a gerjesztő elektronok pályájára való hatás elhanyagolható volt. A Smith–Purcell-effektus úgy is felfogható, mint a Cserenkov-sugárzás egy formája, mely akkor áll elő, ha egy töltött részecske vagy töltött részecskék nyalábja egy periodikus szerkezet (pl. rács) felett halad el.
A Smith–Purcell-effektus sugárzási hullámhosszának meghatározásához a töltéssel rendelkező sugár sebességén, és a megfigyelési szögön kívül csak a rácsállandó ismerete szükséges, a rács profiljának nincs jelentősége.